# Strychnos amazonica
Strychnos amazonica là một loài thực vật có hoa trong họ Mã tiền. Loài này được Krukoff miêu tả khoa học đầu tiên năm 1942.